# دييغو أغيري بارا
دييغو أغيري بارا (بالإسبانية: Diego Aguirre Parra) (17 أكتوبر 1990 في إسبانيا - ) هو لاعب كرة قدم إسباني في مركز الدفاع. لعب مع رايو فايكانو وريال أوفييدو ونادي ديبورتيفو طليطلة ونادي ليغانيس وCD Toledo B ‏.

## وصلات خارجية
- دييغو أغيري بارا على موقع قاعدة بيانات كرة القدم.إي يو (الإنجليزية)
- دييغو أغيري بارا على موقع Soccerbase.com (لاعب) (الإنجليزية)
- دييغو أغيري بارا على موقع Soccerway.com (الإنجليزية)
- دييغو أغيري بارا على موقع AS.com (الإسبانية)